# Srikant Bakshi
Srikant Bakshi (* 4. Juni 1971) ist ein indischer Badmintonspieler. 

## Karriere
Srikant Bakshi nahm 1991 und 1999 im Herreneinzel an den Badminton-Weltmeisterschaften teil und erreichte dort 1991 mit Rang 33 sein bestes Ergebnis. Bei der indischen Badmintonmeisterschaft 1999 wurde er nationaler Vizemeister im Einzel. International wurde er Dritter bei den Sri Lanka International 1998.